# Looks Like Money
"Looks Like Money" é considerado o primeiro single da terceira mixtape de Lil' Kim, Hard Core 2K13.

## Sobre
A faixa já estava sendo gravada desde os tempos de sua segunda mixtape "Black Friday", onde em 23 de outubro de 2011, foi vazado um snippet da música, tempos depois, a canção foi lançada oficialmente como download gratuito para seus fãs na data de seu aniversário em 11 de julho de 2013, mesmo ano em que Kim se juntou a industria de rappers WorldStarHipHop para promover a rapper Tiffany Foxx, onde juntos lançaram o videoclipe da faixa em 2 de novembro de 2013.
No primeiro verso da canção, pode ser percebida uma indireta para o rapper Lil Wayne e seus companheiros de gravadora, Kim menciona "Cash Money that's so last year" (Cash Money isso é tão ano passado), desvalorizando entrelinhas a parceria das gravadoras Young Money Entertainment e Cash Money Records. Segundo uma imagem divulgada por Kim em suas redes sociais, a faixa faria parte da terceira mixtape da rapper, "Hard Core 2K13", porém, com o adiamento do lançamento previsto para 2014, foi descartada por motivos desconhecidos.
A canção contém sample do single "Look Like Money" lançado em 2007 pelo rapper Yung Ralph.

## Faixas
| Edição padrão |                    |         |  |
| N.º           | Título             | Duração |  |
| 1.            | "Looks Like Money" | 2:41    |  |

## Videoclipe
A parte principal do clipe foi gravada em frente da mansão de Lil' Kim, onde a rapper aparece entre seus dois carros acompanhada da modelo americana Kimbella World. Kim incluiu nas imagens do clipe alguns trechos dos eventos frequentados por ela em 2013 como "VMA 2013", "Summer Jam" (patrocinado pela radio americana "Hot 97"), "Powerhouse", "Gay Pride LA" e em "MTV's RapFix" (para um documentário gravado no Brooklyn para relembrar a historia do seu mentor The Notorious B.I.G).

### Celebridades presentes no clipe
- Lil Mama (rapper)
- Lola Monroe (rapper)
- Tiffany Foxx (rapper)
- Kendrick Lamar (rapper)
- Rich Homie Quan (rapper)
- Kimbella World (modelo)
- Sway (entrevistador)